# روبرتو خافيير فوينتيس دومينغيز
روبرتو خافيير فوينتيس دومينغيز هو سياسي مكسيكي، ولد في 26 أبريل 1951 في Comitán ‏ في المكسيك. نشط حزبياً في الحزب الثوري المؤسساتي. وقد انتخب عضو مجلس النواب المكسيك ‏.